# 2NE1 (EP de 2009)
Ne doit pas être confondu avec 2NE1 (EP de 2011).
Albums de 2NE1
To Anyone
(2010)
Singles
1. Lollipop
Sortie : 27 mars 2009
2. Fire
Sortie : 6 mai 2009
3. I Don't Care
Sortie : 1er juillet 2009

2NE1 ou 2NE1 1st Mini Album est le premier extended play du girl group de K-pop sud-coréen, 2NE1. Cet extended play marque le début de leur carrière.
L'album a été officiellement mis en vente à partir du 8 juillet 2009, par YG Entertainment. Le groupe a travaillé avec Teddy Park et Kush pour produire l'extended play. Musicalement, l'extended play est qualifié de hip-hop, synthpop, RnB et dance.

## Liste des titres
| 2NE1  | 2NE1                     | 2NE1                 | 2NE1             | 2NE1  | 2NE1 | 2NE1 | 2NE1 | 2NE1 | 2NE1 |
| No    | Titre                    | Auteur               | Producteur       | Durée |      |      |      |      |      |
| ----- | ------------------------ | -------------------- | ---------------- | ----- | ---- | ---- | ---- | ---- | ---- |
| 1.    | Fire                     | Teddy Park           | Teddy Park       | 3:43  |      |      |      |      |      |
| 2.    | I Don't Care             | Teddy Park           | Kush, Teddy Park | 3:59  |      |      |      |      |      |
| 3.    | In The Club              | Teddy Park           | Kush, Teddy Park | 3:45  |      |      |      |      |      |
| 4.    | Let's Go Party           | Masta Wu, Teddy Park | Kush, Teddy Park | 3:48  |      |      |      |      |      |
| 5.    | Pretty Boy               | Teddy Park           | Kush             | 3:25  |      |      |      |      |      |
| 6.    | Stay Together            | Teddy Park           | Kush, Teddy Park | 3:44  |      |      |      |      |      |
| 7.    | Lollipop (avec Big Bang) | Teddy Park           | Teddy Park       | 3:05  |      |      |      |      |      |
| 25:30 |                          |                      |                  |       |      |      |      |      |      |

## Réception
Ce premier extended play des 2NE1 a été très bien reçu en Corée du Sud. Le succès a été au rendez-vous pour le groupe à la suite de leur collaboration avec le groupe Big Bang qui les a révélées au grand public. Cet extended play leur a valu le surnom de « Best Rookie » (« meilleures débutantes ») et a permis au groupe de se faire une crédibilité. Il a reçu majoritairement de bonnes critiques, celles-ci soulignant le style unique du groupe ainsi la force et la fierté qu'il dégage.

## Classement et ventes
Pour son lancement, 50 000 copies ont été pré-commandées. L'extended play a été un succès et a pris la première place des classements coréens. Lors de sa première semaine il s'est vendu à plus de 13 675 exemplaires. La semaine suivante, YG Entertainment déclare que l'extended play a dépassé le stade des 80 000 ventes, un chiffre impressionnant pour des « rookies » (« débutantes »). Fin 2009, l'extended play tourne approximativement autour des 100 000 exemplaires vendus.

### Ventes physiques
| Classement (2009)            | Meilleure position | Copies vendues | Total des ventes |
| ---------------------------- | ------------------ | -------------- | ---------------- |
| Corée du Sud (Gaon Chart)    | 1                  | 160 005        | 167 205          |
| Japon (Oricon Chart)         | 24                 | 7 200          | 167 205          |
| Taïwan (G-Music Combo Chart) | 10                 | —              | 167 205          |